# Эдвардс, Ронни
Ро́нни Ли Э́двардс (англ. Ronnie Lee Edwards; родился 28 марта 2003, Харлоу) — английский футболист, центральный защитник клуба «Саутгемптон».

## Клубная карьера
С девятилетнего возраста тренировался в футбольной академии «Барнета». В возрасте 16 лет дебютировал в основном составе «пчёл» в игре Большого кубка Мидлсекса против «Стейнс Таун» 17 декабря 2019 года. Четыре дня спустя дебютировал в Национальной лиге в матче против «Мейденхед Юнайтед».
В августе 2020 года перешёл в «Питерборо Юнайтед». 8 сентября 2020 года дебютировал за клуб в матче Трофея Английской футбольной лиги против «Бертон Альбион». 15 декабря 2020 года дебютировал за «Питерборо Юнайтед» в Лиге 1 в матче против «Милтон-Кинс Донс».

### Карьера в сборной
6 октября 2021 года дебютировал за сборную Англии до 19 лет в матче против Франции. В июне 2022 года был включен в заявку сборной на чемпионат Европы до 19 лет.

## Достижения
Сборная Англии (до 19 лет)
- Победитель чемпионата Европы (до 19 лет): 2022